# Kaple svatého Jana Nepomuckého (Žireč)
Kaple svatého Jana Nepomuckého je římskokatolická čtyřboká kaple v Žirči, části města Dvůr Králové nad Labem. Patří do farnosti Dvůr Králové nad Labem. Vlastníkem kaple je město Dvůr Králové. Kaple je od 3. května 1958 chráněna jako kulturní památka České republiky.
Nachází se po pravé straně silnice z Žirče do Dvora Králové. Postavena byla v roce 1723 na objednávku žirečských jezuitů. Na jejích čtyřech bocích se nacházejí čtyři nápisy – latinský, německý, francouzský a český – obsahující chronogramy s rokem výstavby.

## Fotogalerie

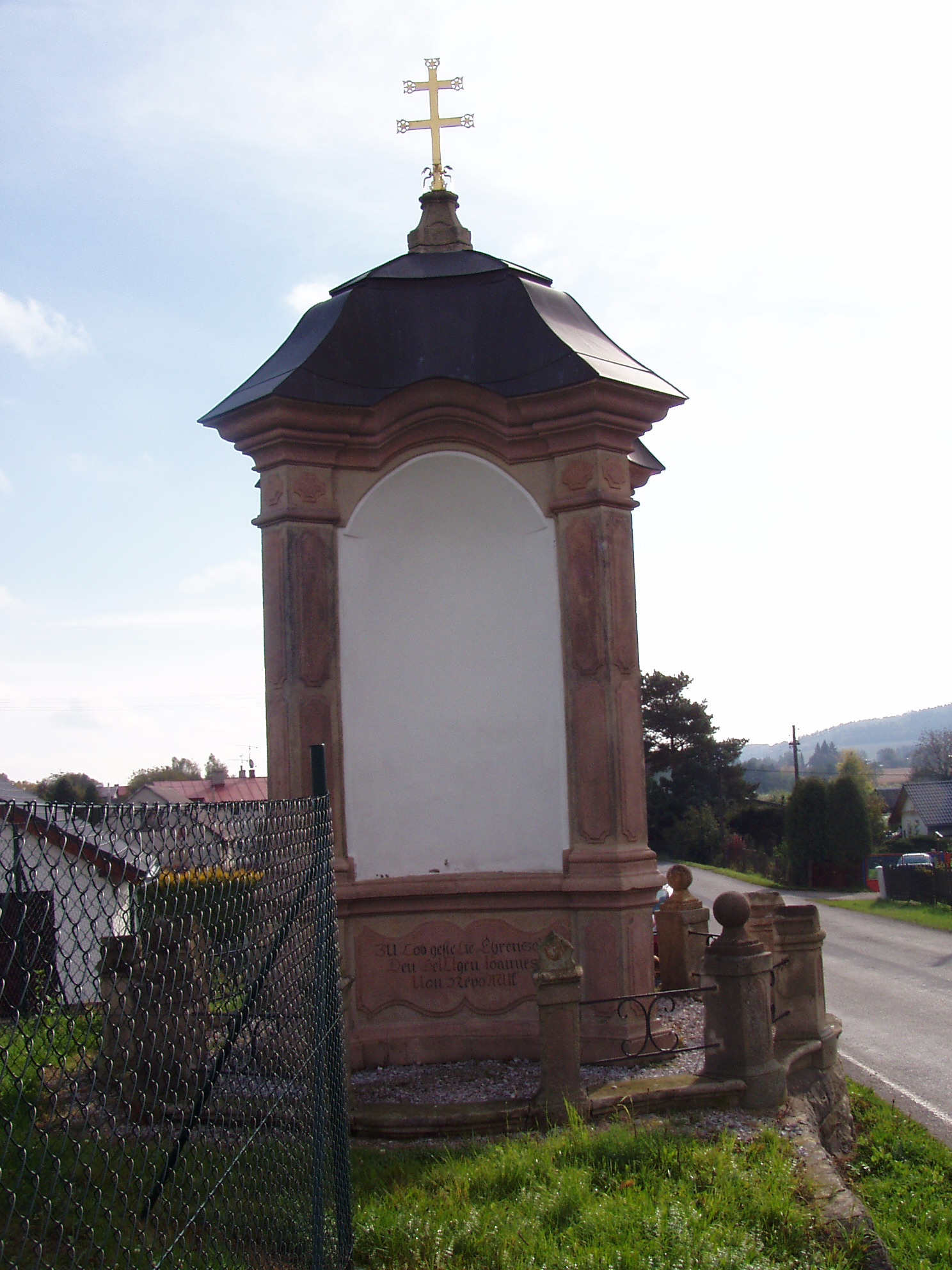
Kaple od Dvora Králové
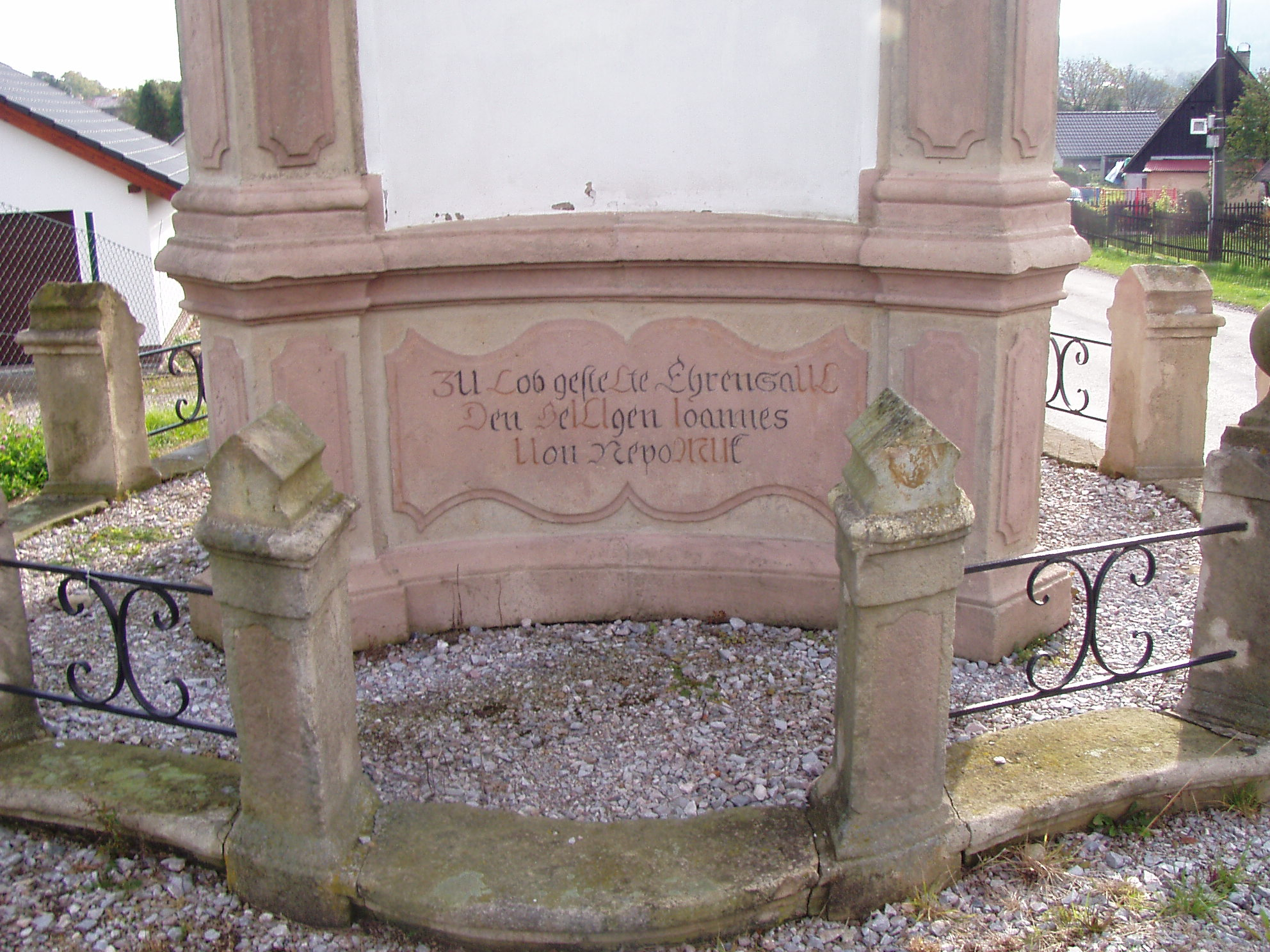
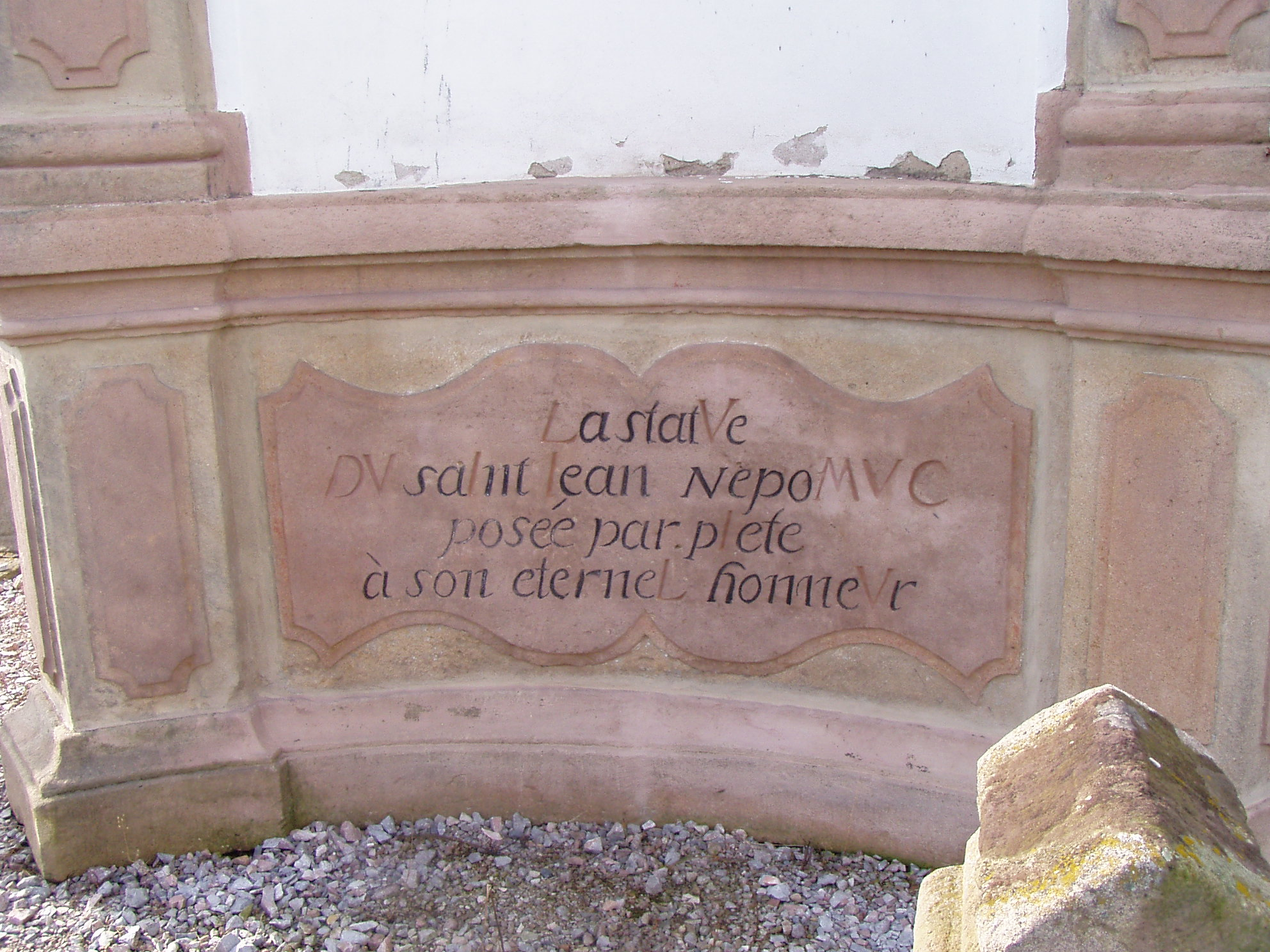
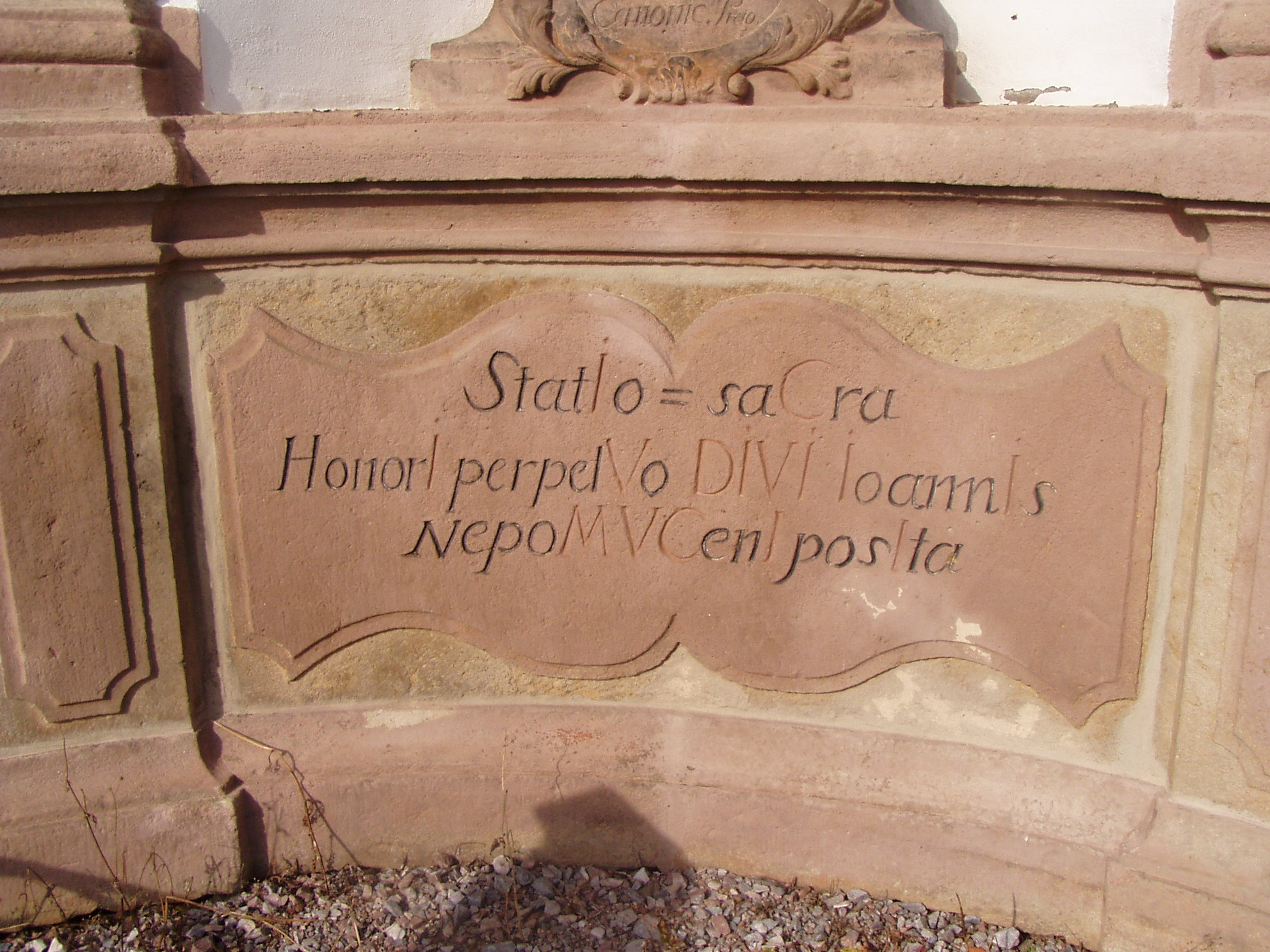
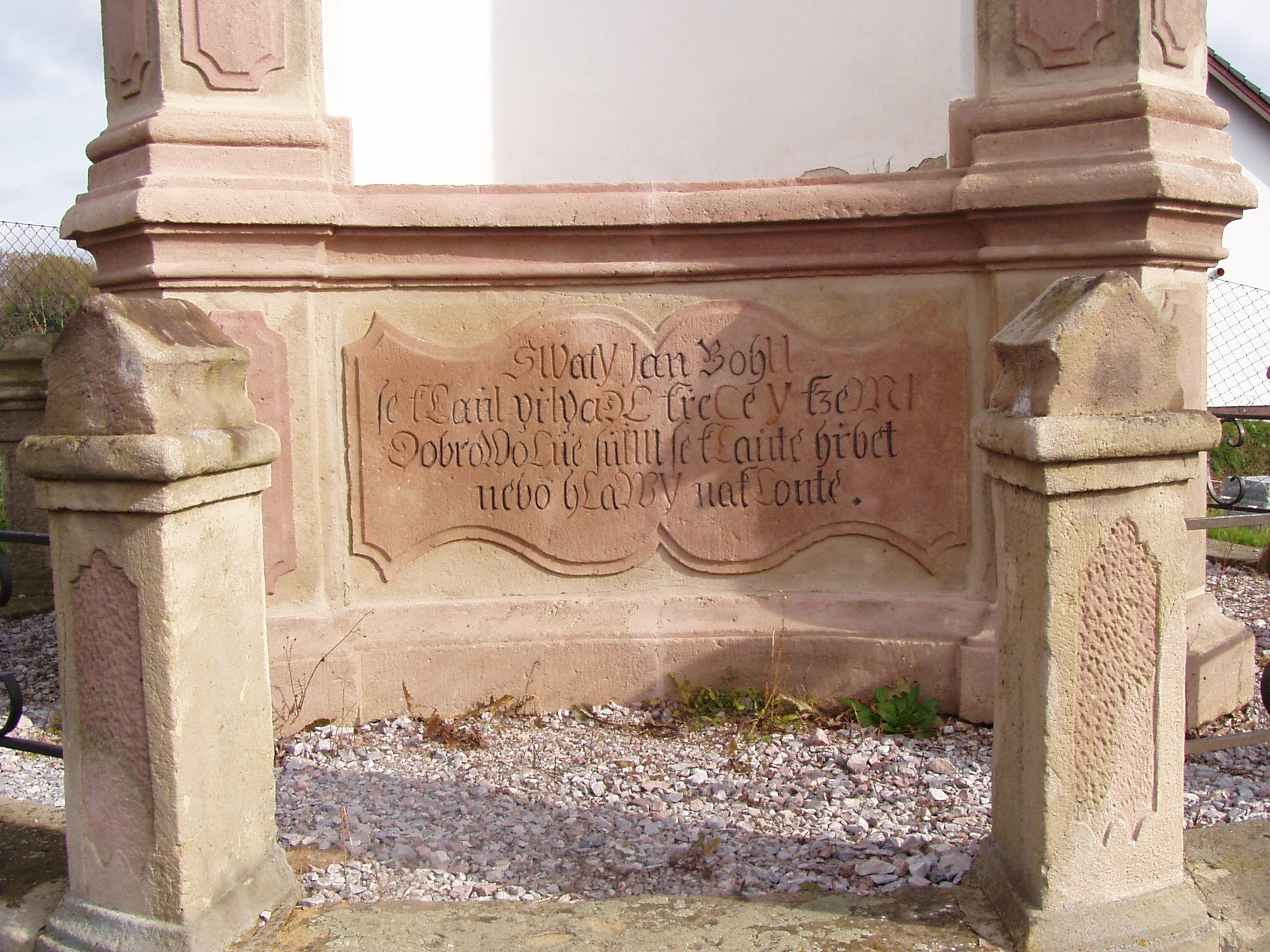